# Maria Zduniak
Maria Zduniak (ur. 6 kwietnia 1934 w Łaziskach Średnich (dzisiejszej dzielnicy Łazisk Górnych), zm. 11 marca 2011 w Opolu) – polska historyk muzyki.

## Życiorys
Ukończyła teorię muzyki (1961) i fortepian (1965) w Państwowej Wyższej Szkole Muzycznej we Wrocławiu oraz historię sztuki na Uniwersytecie Wrocławskim (1967), którą studiowała pod kierunkiem Heleny Blumówny. Na UWr uzyskała także stopień doktora nauk humanistycznych (1977). Promotorem jej doktoratu był historyk, prof. Adam Galos. Wykładała w PWSM, a następnie w Akademii Muzycznej im. K. Lipińskiego we Wrocławiu, a także w ostatnich latach życia w Katedrze Muzykologii Uniwersytetu Wrocławskiego, do której rozbudowy walnie się przyczyniła. W Akademii Muzycznej była starszym asystentem (od 1961), wykładowcą (od 1968), starszym wykładowcą (od 1973), prof. nadzwyczajnym (od 1994) i prof. zwyczajnym (2004-2005). Pełniła w niej funkcję dziekana Wydziału Kompozycji, Dyrygentury, Teorii Muzyki i Muzykoterapii (1984-1986 i 2002-2004), prorektora (1990-1995) i kierownika Zakładu Historii Śląskiej Kultury Muzycznej (1996-2005).
Za swoje zasługi uhonorowana została wieloma nagrodami, m.in. Krzyżem Kawalerskim (1989) i Oficerskim (2003) Orderu Odrodzenia Polski.
11 marca 2014 r. jej imię nadano Szkole Podstawowej nr 65, Ogólnokształcącej Szkole Muzycznej I st. nr 3 oraz  Szkole Muzycznej I st. nr 3 we Wrocławiu.

## Zainteresowania badawcze
Maria Zduniak skoncentrowała swoją działalność naukową, dydaktyczną i organizacyjną na historii śląskiej tradycji muzycznej od XVIII do XX wieku. Do jej szczególnych zasług należy dokumentacja źródłowa i badania nad twórczością Karola Lipińskiego, z jej inicjatywy patrona wrocławskiej akademii muzycznej. Pierwsza monografia Zduniak, poświęcona muzyce i muzykom polskim w dziewiętnastowiecznym Wrocławiu (1984), jest klasycznym opracowaniem tematu, stanowiąc punkt wyjścia dla wszystkich późniejszych studiów i monografii poświęconych tej problematyce. W jej pracach, których metodologicznym punktem ciężkości jest idiografizm, obok znakomitego warsztatu krytyczno-źródłowego, istotną rolę odgrywa bogata ikonografia, co jest zapewne efektem jej wykształcenia w zakresie historii sztuki. Monografia poświęcona Sali Muzycznej Uniwersytetu Wrocławskiego (napisana razem z H. Dziurlą) jest tego najlepszym przykładem. Ważną pozycją bibliograficzną w dorobku naukowym tej uczonej jest niewielka rozprawa poświęcona honorowej promocji doktorskiej Johannesa Brahmsa na Uniwersytecie Wrocławskim (2004), w której autorka zaprezentowała i zinterpretowała efekty swojej gruntownej kwerendy źródłowej, związanej także z kulturowym kontekstem tego wydarzenia.

### Publikacje
Jest autorką ponad 150 rozpraw i artykułów naukowych. Do jej najważniejszych prac należą następujące książki:
- Muzyka i muzycy polscy w dziewiętnastowiecznym Wrocławiu, Wrocław 1984
- Sala Muzyczna Uniwersytetu Wrocławskiego (razem z H. Dziurlą), Wrocław 1993
- Brahms we Wrocławiu, Wrocław 2004

Pod jej redakcją ukazało się 18 tomów studiów z zakresu historii i teorii muzyki (Zeszyty Naukowe PWSM we Wrocławiu, Tradycje Śląskiej Kultury Muzycznej i Karol Lipiński. Życie, działalność, epoka).

## Upamiętnienie
Od 2018 roku jest patronką ronda na wrocławskich Popowicach.